# Cornelis Corneliszoon Nay
Cornelis Corneliszoon Nay var en hollandsk navigatør og opdagelsesrejsende, der forsøgte at opdage nordøstpassagen fra Europa til Fjernøsten.
Nay stammede fra Enkhuizen i Nederland. I juni 1594 rejste han ud fra den nederlandske ø Texel med en lille flåde bestående af tre skibe og en fiskekutter for at finde nordøstpassagen. Nay førte skibet De Zwaan. Blandt de andre deltagere var Willem Barents, som førte ledelsen et andet af skibene såvel som fiskekutteren. Barents fulgte Novaja Zemljas kyst, men hans fremfærd blev stoppet af isen. Nay havde mere held med sig og passerede gennem Karastrædet syd for Novaja Semlja og nåede Karahavet.
Nays succes førte til en ny ekspedition det følgende år, i 1595, med en større flåde bestående af syv skibe. Ekspeditionen var under kommando af Nay, hvilket Barents var stærkt imod. Da ekspeditionen først startede sent på sæsonen, blev de opdagelsesrejsende snart stoppet af isen. Barents ønskede at stoppe for vinteren og fortsætter i foråret, men Nay besluttede, at flåden skulle vende hjem.
Det uheldige resultat af denne ekspedition gjorde, at den nederlandske regering nægtede at finansiere en ny ekspedition. Ikke desto mindre kom det til et tredje forsøg i 1596 - denne gang uden Nay. Det var denne berømte ekspedition under hvilken Barents og hans mænd formåede at overleve vinteren på Novaja Semlja, selv om Barents døde på vej hjem.
Selv om Nay og Barents ikke havde formået at finde passagen mod øst via Ishavet, banede de hollandske opdagelsesrejser i Arktis vejen for store hval- og sælfangster, som i høj grad berigede Nederlandene under den hollandske guldalder.